# ハルベ
ハルベ (Halbe) は、ドイツ、ブランデンブルク州ダーメ＝シュプレーヴァルト郡の基礎自治体である。

## 位置

### 地理
ダーメ川の流域にあり、2 km離れた地点でベルリンに向かってシュプレー川に注ぐ。

### 自治体の構成
- ハルベ (Halbe)
  - トイロウ (Teurow)
- オーデリーン (Oderin)
- フライドルフ (Freidorf)
- ブリーゼン (Briesen)
  - ブラント (Brand)

### 近隣の自治体
ハルベは、都市ではトイピッツ、メルキッシュ・ブーフホルツ、バールート/マルク、また基礎自治体ではグロース・ケーリス、クラウスニック＝グロース・ヴァッサーブルク、リーツノイエンドルフ＝シュターコウと接している。

## 歴史
基礎自治体ハルベの名が初めて歴史に登場したのは16世紀のことである。それまで貴族シュトゥッターハイム家の所領であった今日のブリーゼン (Briesen) 地区が、1749年に貴族シュリーベン家の一員で、オーデリーンにあったヨアヒム・ザイフリート・フォン・シュリーベンに売却された。1750年頃、ハンス・エルンスト・フォン・シュリーベンはブリーゼンに領主の館 (Herrenhaus)を構えた。 1822年には自由学校 (Freischule) がブリーゼンに設立され、これは1817年に女流詩人ヴィルヘルミーネ・ルイーゼ・エリーザベト・フォン・シュリーベン (1765–1851) が設立した基金によって運営された。1850年頃には、ブラント (Brand) で紀元後3世紀につくられた青銅製の飾りピンが不完全ながらも発掘された。1866年にはブラントにベルリン-ゲルリッツ線の駅が設置され、数年後にはハルベとオーデリーンにも駅ができた。1910年にはフリッツ・パウル・イェンツ (Fritz Paul Jentz) がブリーゼン騎士領を手に入れ た。彼はベルリンのメトロポール劇場の所有者であった。1910年から1913年にかけてブリーゼンには新しい宮殿と付属の公園が設けられた（ベルリンの造園会社シュペート (Späth) による）。1924年にはブリーゼンでドーリア式神殿を模したファサードをもつ大きな馬車置場が建設された。1945年から1948年にかけて宮殿にはソ連軍司令部が置かれていた。1948年から1951年にはドイツ民主共和国の支配政党SEDの郡党学校が置かれ、1991年までは学校であった。その後数年間は空き家となり、1996年から宮殿と付属公園の修復が始まった。
第二次世界大戦末期の1945年、ドイツ国防軍は、ハルベとメルキッシュ・ブーフホルツにまたがる地域で、最後にして最大の敗北を喫した。このハルベ包囲戦として知られる戦いでは、敗戦間際に推定6万人が犠牲となった。犠牲者のほとんどはハルベ森林墓地に埋葬された。
1974年1月1日にトイロウが編入された。2003年ブランデンブルク自治体改革では、同年10月26日にブリーゼン、フライドルフ、オーデリーンが編入された。

## 人口動態
| 年   | 人口  |
| ---- | ----- |
| 1875 | 426   |
| 1890 | 596   |
| 1910 | 1 221 |
| 1925 | 1 105 |
| 1933 | 1 122 |
| 1939 | 1 229 |
| 1946 | 1 202 |
| 1950 | 1 273 |
| 1964 | 1 208 |
| 1971 | 1 207 |

| 年   | 人口  |
| ---- | ----- |
| 1981 | 1 350 |
| 1985 | 1 348 |
| 1989 | 1 319 |
| 1990 | 1 291 |
| 1991 | 1 305 |
| 1992 | 1 301 |
| 1993 | 1 269 |
| 1994 | 1 290 |
| 1995 | 1 309 |
| 1996 | 1 334 |

| 年   | 人口  |
| ---- | ----- |
| 1997 | 1 416 |
| 1998 | 1 472 |
| 1999 | 1 482 |
| 2000 | 1 508 |
| 2001 | 1 510 |
| 2002 | 1 476 |
| 2003 | 2 225 |
| 2004 | 2 360 |
| 2005 | 2 232 |
| 2006 | 2 219 |

| 年   | 人口  |
| ---- | ----- |
| 2007 | 2 194 |
| 2008 | 2 167 |
| 2009 | 2 169 |
| 2010 | 2 141 |
| 2011 | 2 194 |
| 2012 | 2 208 |
| 2013 | 2 150 |
| 2014 | 2 176 |

人口は記載年のもので、2011年からは2011年欧州連合国勢調査に基づく。

## 政治

### 町議会
ハルベ基礎自治体議会 (Gemeindevertretung) は、名誉職の町長と12名の議員からなる。
- Die Linke 5 議席

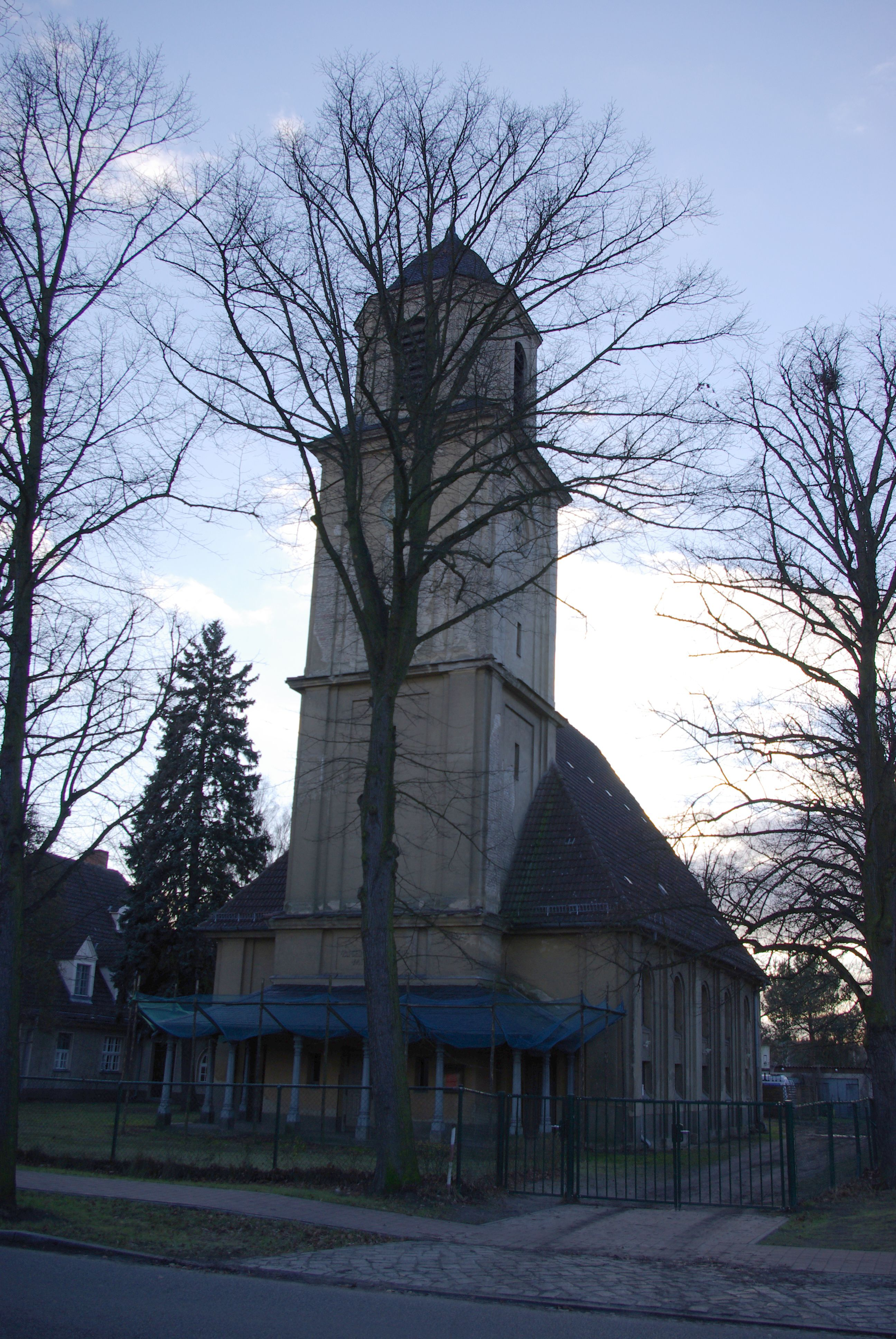
感謝教会 (Dankeskirche)

- Bürger Bündnis freier Wähler e.V (BBfW) 4議席
- FDP 1議席
- Bürger pro Oderin 1議席
- NPD 1議席

（2014年5月25日地方選挙結果）

### 紋章
紋章は2003年8月26日に承認された。
紋章記述：「金地に斜めの波型の桁、上部には黒の縁取りが付いた銀の十字、下部には5枚の菩提樹の葉がつく (3:2)」

## 文化と名所
ハルベの建築記念物一覧とハルベの自然記念物一覧には、ブランデンブルク州記念物一覧に採録の文化記念碑が記載されている。

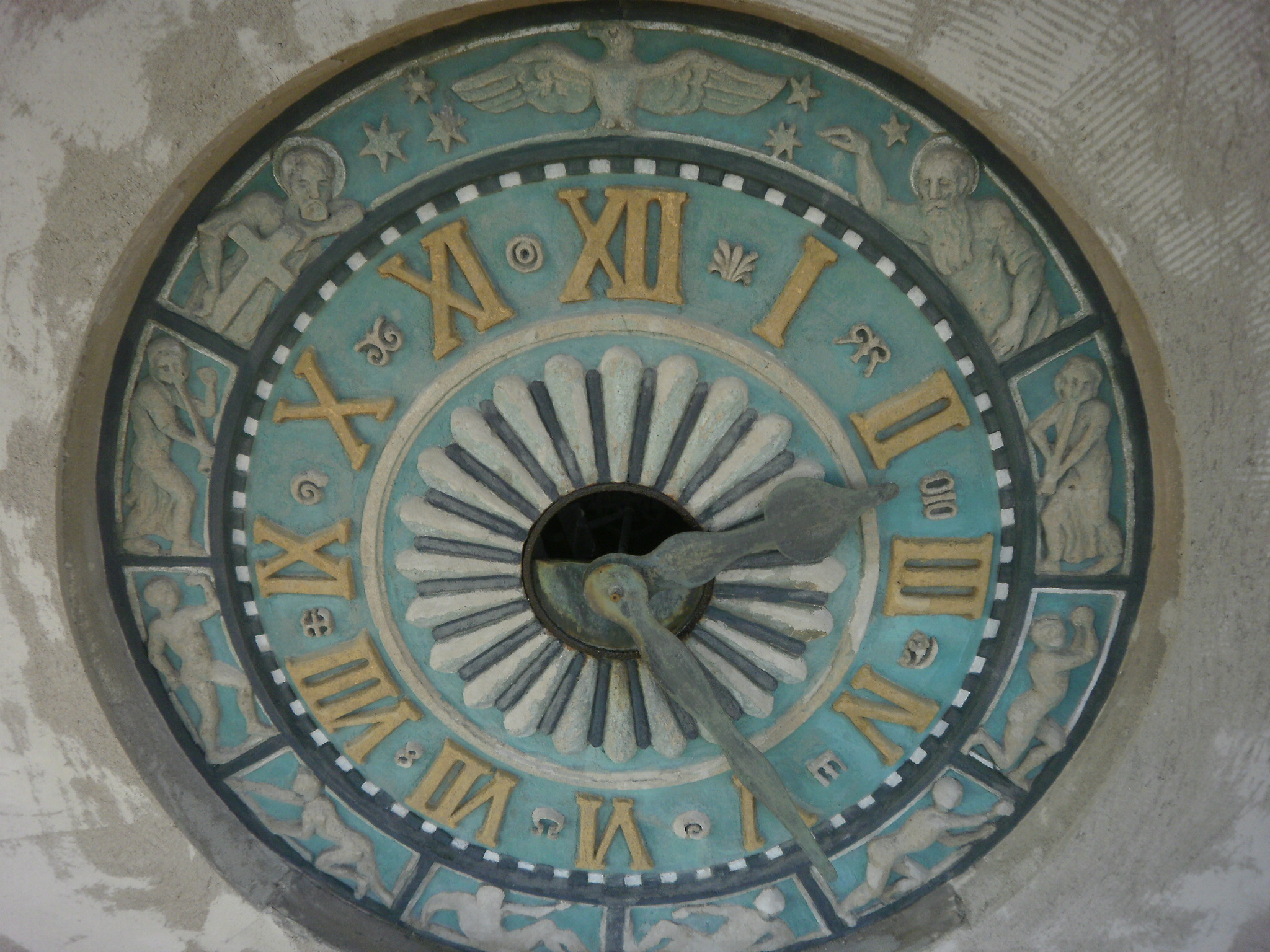
2015年に修復された教会東側の時計版

- 福音派感謝教会 (Dankeskirche)。1913年から1914年にかけてクルト・シュタインベルク（ドイツ語版）によって建設。2015年に修復された教会東側の時計版 2015年に教会の塔が寄付金によって修復された[8]。
- ハルベ森林墓地（ドイツ語版）。ハルベ包囲戦の2万4,000人の犠牲者と、1945年から1947年にあったソ連によるケッチェンドルフ特別収容所（ドイツ語版）の犠牲者で、身元の判明した4,620人が埋葬されている[9]。森林墓地の鐘の記念碑
- ブリーゼンの宮殿

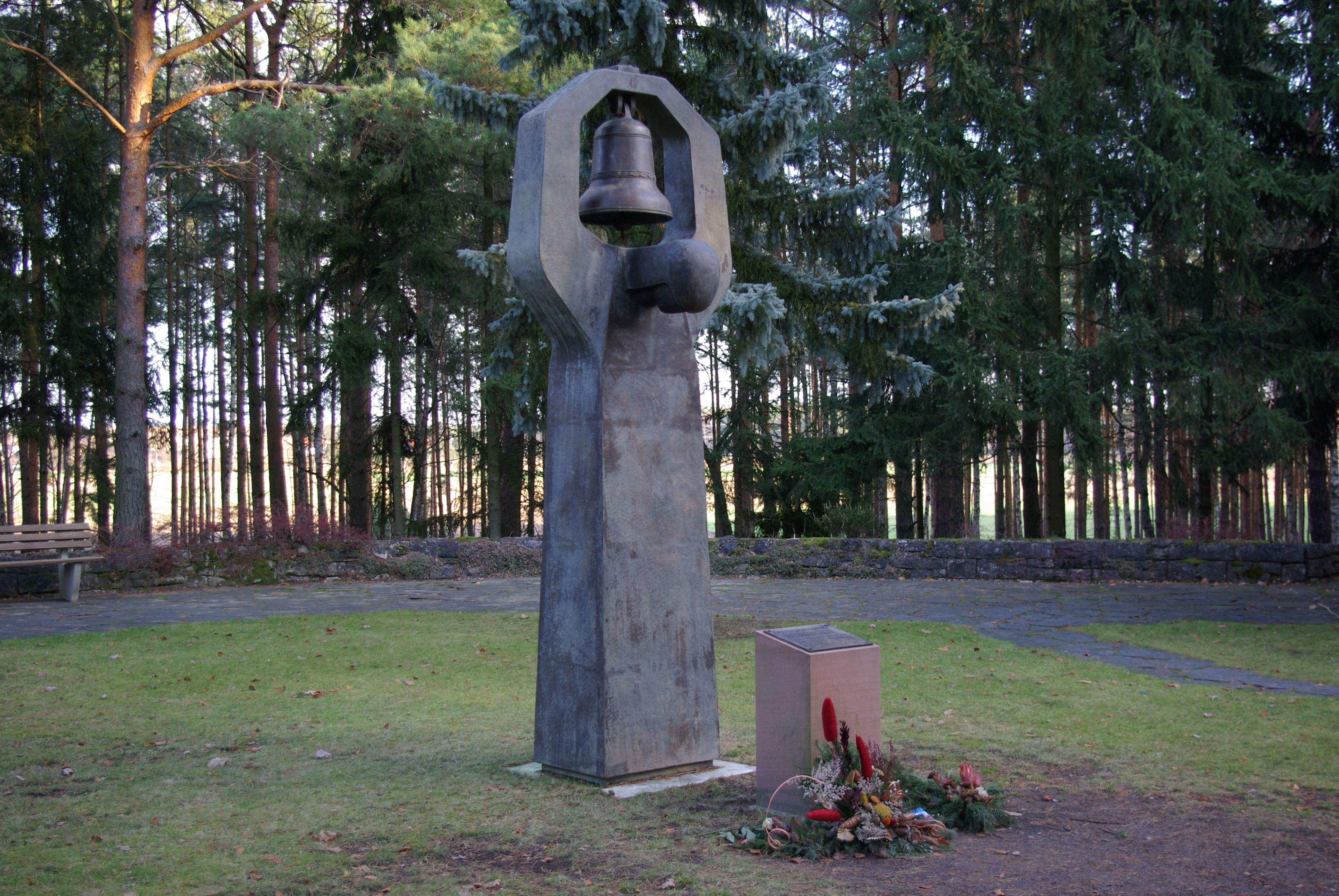
森林墓地の鐘の記念碑

- ブラントのトロピカル・アイランズ。世界最大の支柱のないホールで、旧ブラント飛行場（ドイツ語版）の敷地内にある。

### 催事
1989年から国民哀悼の日と、かなり以前から「英雄追悼 (Heldengedenken)」のための葬送行進がハルベで開催されている。2006年にはブランデンブルク州政府から支援を受けた「反暴力、極右主義、排外主義行動連合 (Aktionsbündnis gegen Gewalt, Rechtsextremismus und Fremdenfeindlichkeit)」が「民主主義者の日 (Tag der Demokraten)」を創設した。

## 交通
ハルベは鉄道ではベルリン-ゲルリッツ線、道路では連邦自動車道路13号線、州道 L 74 が通っている。
| 自動車登録件数                                | 2008  | 2009  | 2010  | 2011  | 2012  | 2013  | 2014  |
| --------------------------------------------- | ----- | ----- | ----- | ----- | ----- | ----- | ----- |
| 乗用車登録数（1月1日付）                      | 1 264 | 1 248 | 1 246 | 1 256 | 1 268 | 1 289 | 1 280 |
| 人口1,000人あたりの乗用車数（前年12月31日付） | 576   | 576   | 574   | 587   | 578   | 584   | 595   |